# سام فيلد
سام فيلد (بالإنجليزية: Sam Field)‏ (8 مايو 1998 بميدلاند الغربية في المملكة المتحدة - ) هو لاعب كرة قدم بريطاني في مركز الوسط. لعب مع وست بروميتش ألبيون.

## وصلات خارجية
- سام فيلد على موقع قاعدة بيانات كرة القدم.إي يو (الإنجليزية)
- سام فيلد على موقع Soccerbase.com (لاعب) (الإنجليزية)
- سام فيلد على موقع Soccerway.com (الإنجليزية)
- سام فيلد على موقع عالم كرة القدم.نت (الإنجليزية)
- سام فيلد على موقع AS.com (الإسبانية)